# سرزة خاروك (شميل)
سرزة خاروك (بالفارسية: سرزه خاروک) هي قرية تقع في إيران في قسم شمیل الريفي. يقدر عدد سكانها بـ 1158 نسمة بحسب إحصاء 2016.